# Tigeröga
För växten tigeröga se tigeröga (växt)

Tigeröga är ett mineral som tillhör gruppen kvartser. Förutom kvarts innehåller den inväxta trådar av guldbrun riebeckitasbest. Asbesten gör inte dessa stenar farliga för hälsan. De används ofta i smycken eller prydnadsföremål.
En liknande sten kallad falköga är mycket likt uppbyggd, men har en blåaktig färg.
Är även vanlig inom stenhealing då oftast i trumlad form. Fyndorter finns bland annat i Västaustralien, Myanmar och Indien.

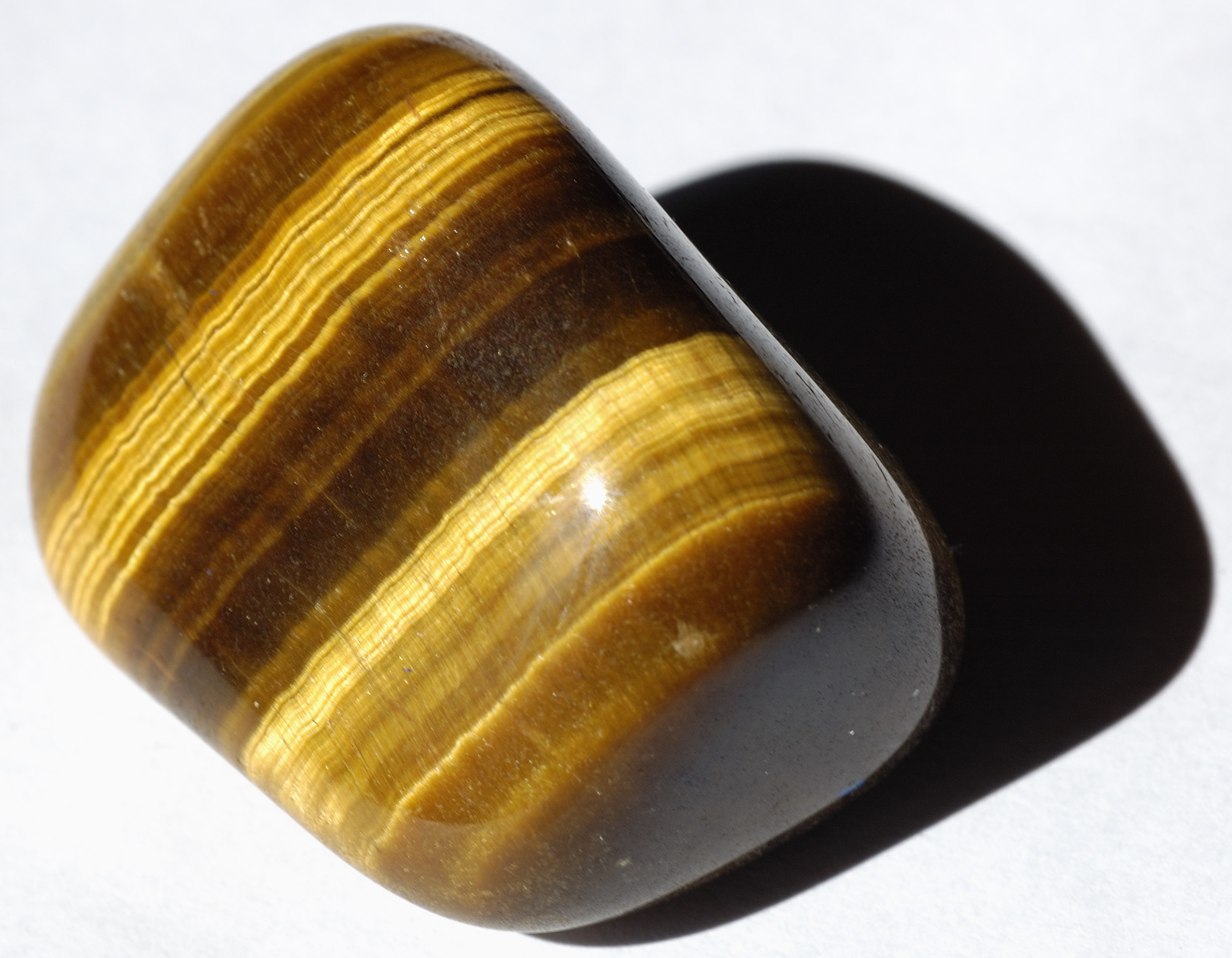
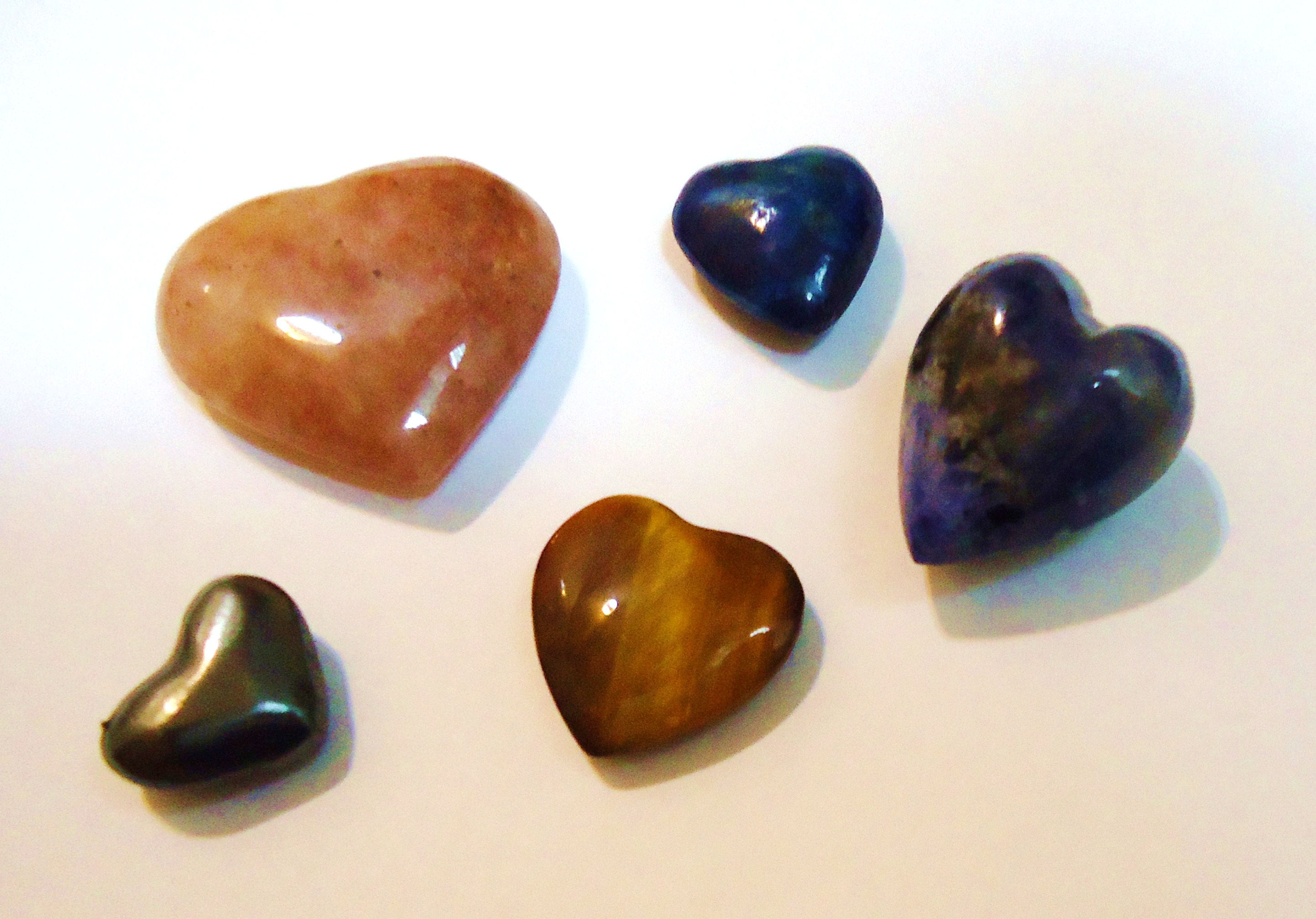
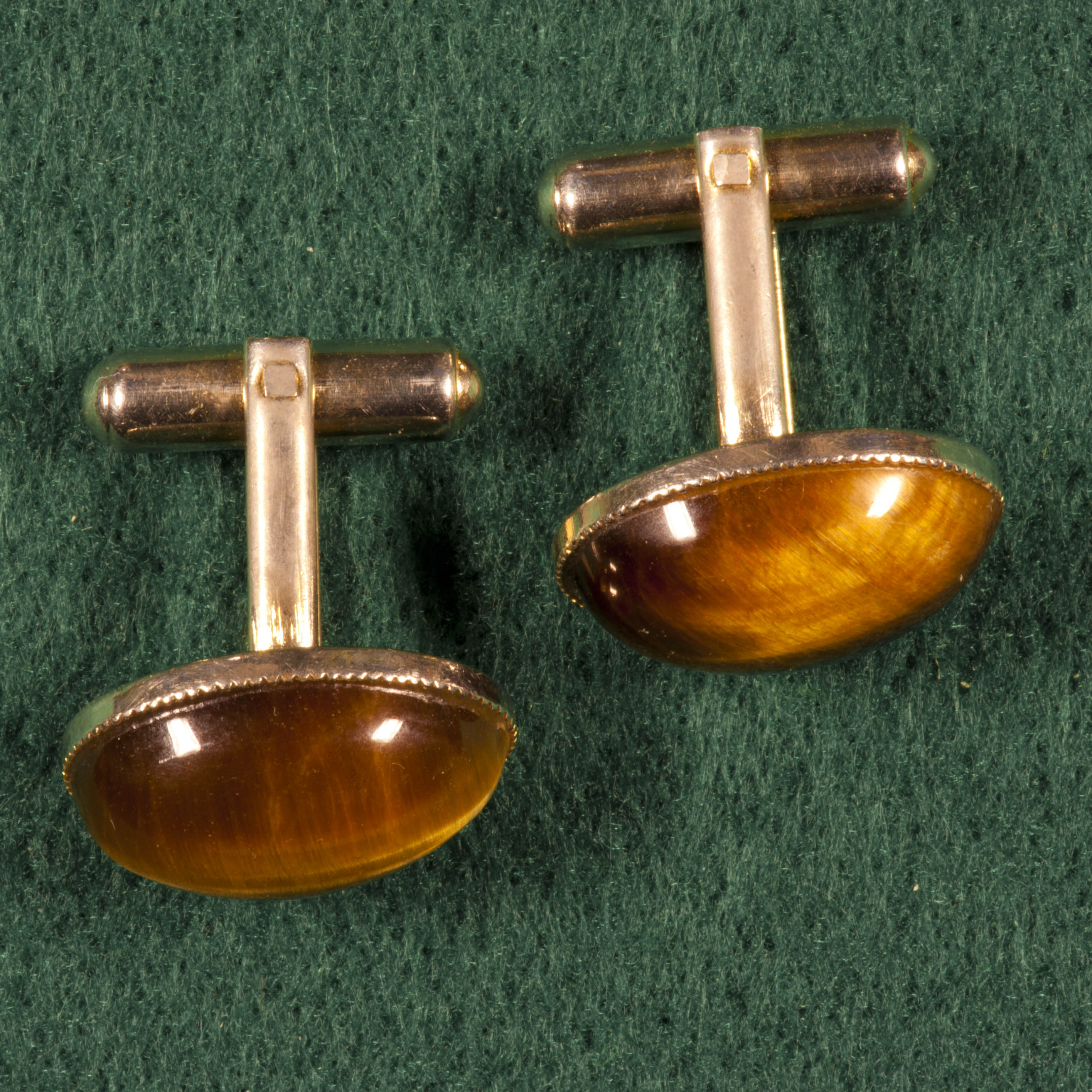
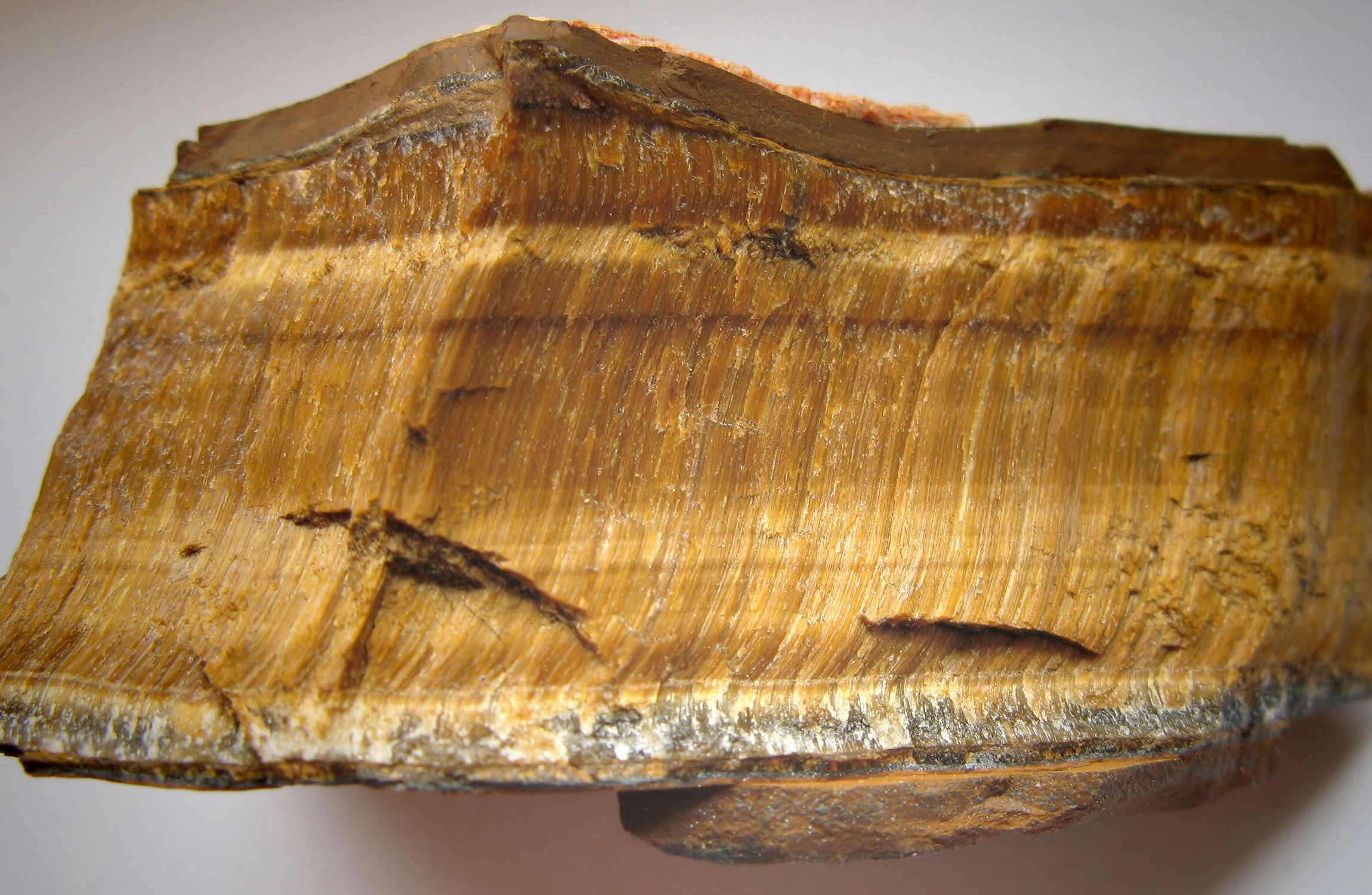
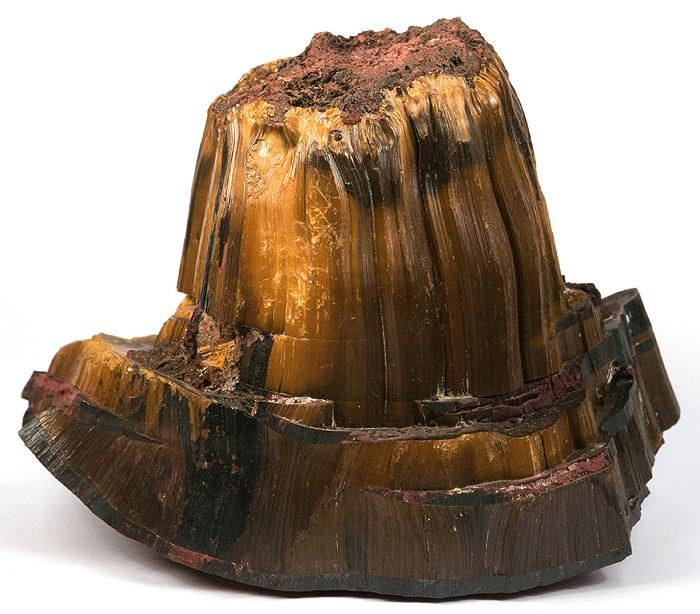
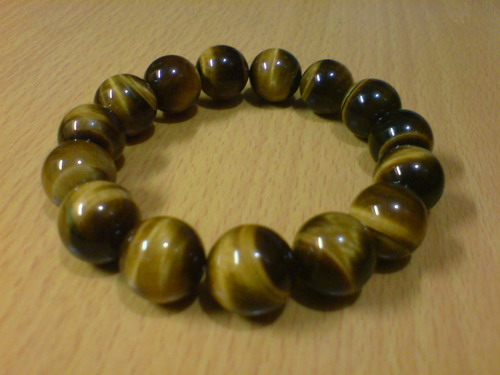